# Multicultural London English
Il Multicultural London English ("Inglese Multiculturale di Londra", abbreviato come MLE e noto anche come Urban British English o UBE) è un socioletto dell'inglese emerso alla fine del ventesimo secolo. È parlato in modo autentico principalmente da giovani della classe lavoratrice a Londra (sebbene sia ampiamente parlato anche in altre città del Regno Unito). Secondo una ricerca condotta presso la Lancaster University e la Queen Mary University di Londra nel 2010, "In gran parte dell'East End di Londra il dialetto Cockney [...] sarà scomparso entro una generazione [...] scomparirà [dall'East End] entro 30 anni [...] È stato "trapiantato" in nuove città dell'Essex e dell'Hertfordshire". 
Come suggerisce il nome, chi parla MLE proviene da un'ampia varietà di background etnici e culturali e vivono in diversi quartieri del centro città come Brent, Lambeth e Hackney . Di conseguenza, può essere considerato un multietnoletto . Uno studio non è stato in grado di "isolare stili etnici distinti (discreti) " nei dati sulla fonetica e sulle citazioni nell'Hackney e ha commentato che "le differenze tra le etnie, dove esistono, sono di natura quantitativa". Infatti, trovano che è la diversità dei gruppi di amicizia la cosa più importante; più etnicamente diverse sono le reti di amicizia di un adolescente, più è probabile che questo parli MLE. 

## Storia
Il MLE è radicato nella diffusa migrazione dai Caraibi al Regno Unito dopo la seconda guerra mondiale, così come nella migrazione da altre aree come l'India e l'Africa occidentale. Il caratteristico slang nero britannico non divenne ampiamente visibile fino agli anni '70 (prima di questo, le influenze dello slang afroamericano stavano scivolando nel lessico britannico, ma non erano autoctone). La popolarità della musica giamaicana nel Regno Unito, come il reggae e lo ska, portò all'emergere di uno slang radicato nel patois giamaicano utilizzato nel Regno Unito, gettando le basi per quello che in seguito sarebbe diventato noto come MLE. La ricerca condotta nei primi anni '80 ha concluso che gli adolescenti di discendenza afro-caraibica erano 'bidialettali', passando dal creolo giamaicano all'inglese londinese, mentre anche se gli adolescenti bianchi della classe lavoratrice a volte usavano parole creole, parlavano in gran parte cockney a casa. Nel 1985, Smiley Culture, un musicista britannico di origini giamaicane e guyanesi, pubblicò "Cockney Translation", uno dei primi esempi di "slang bianco" britannico e "slang nero" britannico che compaiono fianco a fianco in un disco (tuttavia, ancora distinti l'uno dall'altro). Mentre Smiley Culture commentava come le due forme di slang fossero molto distinte l'una dall'altra e vivessero fianco a fianco, fusioni più naturali sarebbero diventate comuni negli anni successivi. Alcuni artisti hip-hop della fine degli anni '80 e dei primi anni '90, come London Posse, hanno regolarmente infuso nella loro musica lo slang influenzato sia dal cockney che dal patois, mostrando come gli elementi di entrambi stessero diventando molto intrecciati e si influenzassero a vicenda, riflettendo come i giovani lavoratori londinesi parlassero.  Tali influenze non erano limitate a persone di uno specifico background razziale. Nel 1987, Dick Hebdige, un sociologo britannico, ha commentato che "In alcune parti della Gran Bretagna, il patois dell'India occidentale è diventato la lingua pubblica dei giovani dei quartieri poveri, indipendentemente dalla loro origine razziale".
Alla fine degli anni '90, Londra stava diventando sempre più multilingue e la segregazione residenziale era meno comune. Giovani di varie etnie si mescolavano e, almeno ad Hackney, il Cockney non era più il dialetto locale più parlato, con il risultato che bambini di varie etnie adottavano il MLE. Il linguista Tony Thorne ha notato che i bambini bianchi di età scolare appartenenti alla classe operaia stavano usando un "lessico ricreolizzato". Nel decennio successivo, sarebbe diventato sempre più comune, messo in mostra in modo prominente in musica come il grime e l'hip hop britannico, e in film come Kidulthood.
Quando i media sono diventati più consapevoli del MLE negli anni 2000, sono emersi diversi nomi per descriverla, come " Nang slang ", " Blinglish ", " Tikkiny " o " Blockney ". Il MLE è a volte indicato come " Jafaican " (o " Jafaikan "), trasmettendo l'idea di "falso giamaicano", a causa della credenza popolare che derivi esclusivamente da immigrati di discendenza giamaicana e caraibica. Tuttavia, la ricerca suggerisce che le radici del MLE sono più varie: due progetti di ricerca finanziati dal Consiglio per la ricerca economica e sociale hanno scoperto che il MLE si è molto probabilmente sviluppato come risultato del contatto linguistico. Nello specifico, può contenere elementi delle " varietà di inglese degli studenti", inglesi del subcontinente indiano e dell'Africa, creoli e inglesi caraibici insieme alle loro versioni indigene londinesi, londinese locale e varietà di inglese vernacolari sud-orientali, gergo giovanile locale e internazionale, così come varietà più livellate e standard di varie fonti ".

## Grammatica
- Variazione era/erano (was/were in inglese): il passato del verbo "essere" è regolarizzato . La regolarizzazione di was/were è qualcosa che si trova in tutto il mondo anglofono. Molti sistemi non standard in Gran Bretagna (e parti della costa medio atlantica degli Stati Uniti) utilizzano was in modo variabile per coniugazioni positive e weren't per coniugazioni negative (Sistema 1 sotto) per rendere più chiara la distinzione tra contesti positivi e negativi.[22] La maggior parte delle varietà non standard nel mondo di lingua inglese ha un sistema in cui i contesti positivi e negativi si sono livellati a was (Sistema 2 di seguito).  Chi parla MLE usa uno qualsiasi dei tre sistemi, con scelta correlata all'etnia e al sesso.[23] Cheshire e Fox (2008) hanno riscontrato che l'uso del non standard was è più comune tra i parlanti neri caraibici e meno comune tra quelli di discendenza del Bangladesh.  Si è scoperto che anche i bengalesi usano il non standard weren't meno degli, ma questa variante è usata più dai parlanti bianchi britannici che da chiunque altro.

| Inglese standard                | Sistema non standard 1           | Sistema non standard 2          |
| ------------------------------- | -------------------------------- | ------------------------------- |
| I was, I wasn't                 | I was, I weren't                 | I was, I wasn't                 |
| You were, you weren't           | You was, you weren't             | You was, you wasn't             |
| He/she/it was, he/she/it wasn't | He/she/it was, he/she/it weren't | He/she/it was, he/she/it wasn't |
| We were, we weren't             | We was, we weren't               | We was, we wasn't               |

- Una caratteristica innovativa è la capacità di formare domande nella forma "Why ... for?" rispetto all'inglese standard "Why ...?" o "What ... for?" .
- La preposizione frasale inglese "tradizionale meridionale" "off of" ha "un uso robusto", specialmente con "femmine anglo".
- Man come pronome: 'Man' è ampiamente usato come pronome per la prima persona singolare, che può essere reso "man's" se combinato con certi verbi come "to be" e "to have": "man got arrested", "man's getting emotional ".[24] "Man" può anche essere usato per riferirsi alla seconda o alla terza persona singolare: "Where's man going?" (Where are you/is he going?)

### Marcatori pragmatici del discorso
- Innit, una riduzione di "isn't it", ha una terza funzione di discorso nel MLE, oltre all'uso diffuso come tag-question o follow-up come in [1] e [2] sotto. In MLE, innit può anche marcare apertamente la struttura dell'informazione, per marcare un argomento o per mettere in primo piano nuove informazioni, come in [3].[5]

[1] they was getting jealous though innit
[2] Hadiya: it weren't like it was an accident
       Bisa: innit
[3] Yeah I know. I'm a lot smaller than all of them man and who were like "whoa". I mean the sister 'ight she's about five times bigger than you innit Mark?
- This is come una citazione, per introdurre il discorso riferito direttamente nei punti chiave della narrativa drammatica.[25]

This is my mum’s boyfriend "put that in your pocket now".

## Fonologia
Mentre i parlanti MLE più anziani a Londra oggi mostrano un sistema di vocali e consonanti che corrisponde ad accenti precedentemente dominanti come il Cockney, i giovani parlanti spesso mostrano qualità diverse. Le qualità non sono nel complesso quelle livellate rilevate in studi recenti (come Williams & Kerswill 1999 e Przedlacka 2002) di parlanti adolescenti nel sud-est dell'Inghilterra fuori Londra: Milton Keynes, Reading, Luton, Essex, Slough e Ashford . Dai principi del livellamento, ci si aspetterebbe che i relatori più giovani mostrassero precisamente le qualità livellate, con ulteriori sviluppi che riflettono lo stato innovatore di Londra e il passare del tempo. Tuttavia, prove, come Cheshire et al. (2011) e Cheshire et al. (2013), contraddicono tale aspettativa.

### Vocali
- Fronting del suono /ʊ/, la vocale in FOOT: "più ritratto nei quartieri periferici di Havering che in quelli di Hackney"[20]
- Mancanza di fronting-/oʊ/ : fronting dell'offset /oʊ/ "assente nella maggior parte dei parlanti dell'interno di Londra" di entrambi i sessi e di tutte le etnie, ma "presente in ragazze dell'outer-city londinese".[6]
- Abbassamento di /aɪ/ attraverso la regione: è visto come l'inverso dello spostamento del dittongo. Tuttavia, il fronting aggiunto è maggiore a Londra che nella periferia sud-orientale, risultando in varianti come [aɪ] . Il fronting e la monottongazione di /aɪ/ sono correlati all'etnia e sono più forti tra i non bianchi. Sembra essere un processo geograficamente direzionale e diacronicamente graduale. La variazione (da circa [ɔɪ] ) comporta un abbassamento dell'insorgenza e, come tale, è un'inversione dello spostamento del dittongo. Può essere interpretato come un'innovazione londinese con diffusione alla periferia.
- Inizio in rilievo della vocale in parole come FACE, che si traduce in varianti come [eɪ] . Come /aɪ/, la monottongazione di /eɪ/ è più forte tra i non bianchi. È anche visto come un'inversione dello spostamento di dittongo.[26]
- /aʊ/ pronunciato come [aː] e non "livellato" come [aʊ] : Nel centro di Londra, [aː] è la norma per /aʊ/. Inoltre, [ɑʊ] è usato da alcuni non bianchi, soprattutto ragazze, nel centro città.
- Il fronting avanzato di /uː/ si traduce in realizzazioni come [ ʏː ]
- L'arretramento di /æ/ può dare come risultato varianti come [ a̠ ] .
- L'arretramento di /ʌ/ produce varianti come [ ɑ ] o [ ʌ ], piuttosto che [ ɐ ] .

### Consonanti
- Inverso dell'elisione di acca: l'iniziale /h/ era comunemente fatta cadere nel Cockney tradizionale in parole come hair e hand. Questo è ora molto meno comune, con alcuni parlanti MLE che non fanno affatto cadere questo suono.[20]
- Arretramento di /k/ verso [q] : /k/ è pronunciato più indietro nel tratto vocale ed è pronunciato come [q] quando ricorre prima delle vocali posteriori non alte, come in parole come cousin e come.[26]
- Th-fronting : /θ/ è spostato verso il suono [f] in parole come three e through (che diventano free e frough), e /ð/ è preceduto da [v] parole come brother e another, che diventano bruvver e anuvver .[6]
- Th-stop: le fricative interdentali possono essere fermate, e cosa e questo diventa ting e dat .
- Secondo Geoff Lindsey, una delle caratteristiche più sorprendenti di MLE è l'articolazione avanzata delle sibilanti /s, z/ come post-dentale [s, z] .
- Come molti nella maggior parte del resto dell'Inghilterra, il Multicultural London English non è rotico.

## Vocabolario
Esempi di vocabolario comune nel MLE includono:

### Aggettivi
- "Bait" (essere molto popolare/conosciuto; significa anche essere ovvio/far saltare la propria copertura soprattutto ai federali)
- "Balling" (ricco)
- "Banging" (eccellente)
- "Bare" (molto o mancanza di, a seconda della situazione)
- "Bisaad" (tossicodipendente; proviene dalla parola somala per "gatto")
- "Black up" (estremamente fatto o ubriaco)
- "Boog" (falso)
- "Booky" (sospetto, strano)
- "Booting / Booters" (tiro/tiratori)
- "Brass" (rotto)
- "Buff" (forte/attraente) (può essere usato insieme a "ting" per intendere una situazione attraente o, più comunemente, una donna attraente)
- "Butters" (brutto o disgustoso)
- "Clapped" (brutto o disgustoso, colpo)
- "Dead/bad" (noioso, vuoto)
- "Deep" (molto sfortunato / serio) (usato per descrivere una situazione)
- "Dread" (molto sfortunato)
- "Dutty" (brutto o disgustoso)
- "Frass" (brutto o disgustoso)
- "Frassed" (eccessivamente ubriaco o fatto)
- "Gassed" (eccitato / orgoglioso di sé)
- "Gully" (Fantastico, soprattutto per i vestiti. Potrebbe anche riferirsi a qualcuno che è 'Gully' che significa molto attivo sessualmente)
- "Greezy" (cool)
- "Hench" (fisicamente in forma, forte)
- "Leng" (attraente)
- "Long" (laborioso, noioso)
- "Mad" (incredibile, pazzo)
- "Moist" (poco carino, forma più estrema di "bagnato")
- "Nitty" (tossicodipendente, e potrebbe anche descrivere qualcuno che è disperato e farà di tutto per sballarsi, come fumare uno spinello fino al mozzicone)
- "Peak" [piːk] (grave/sfortunato)
- "Peng" (attraente o delizioso)
- "Piff" (una sigaretta di cannabis o la stessa cannabis)
- "Safe" (saluti/buono, amichevole, gentile)
- "Shook" (spaventato)
- "Soggy" (noioso, molle)
- "Sus" (sospettoso, strano)
- "Wavey" (bello, soprattutto per i vestiti, o molto ubriaco/fatto)
- "Wet" (poco carino, noioso) ('wet' può anche significare pugnalare)

### Interiezioni
- "Dun know" ("ovviamente" o "già sai", può essere anche un'espressione di approvazione. Una forma abbreviata di "You done know" come in "You done know how it goes". )
- "Alie!" ("Lo so", spesso come un'espressione di accordo)
- "Oh, my days!" [oʊ maː deɪz] (un'esclamazione generalizzata, molto comune negli anni '40 e '50)
- "Safe" [seɪf] (espressione di approvazione, saluto, ringraziamento, accordo e usata anche come frase d'addio)
- "My G" [maɪ.dʒiː] (come sopra)
- "Rah!" (Wow! )
- "Big man ting" ("seriamente", usato prima di un'affermazione/dichiarazione)
- "Swear down!" ("Lo giuro", "davvero?" )

### Pronomi
- "Man" [mæn] (prima o seconda persona singolare)
- "You" (seconda persona singolare)
- "My man" [mæn] (terza persona singolare, maschile)
- "My guy" (terza persona singolare, maschile)
- "Dem man" [mæn] (Loro)
- "Us man" [mæn] (Noi)
- "You man" [mæn] (Voi)

### Sostantivi
- "Akhi" (un termine affettuoso, derivante dalla parola araba per "mio fratello")
- "Akh" (un termine affettuoso, derivante dalla parola araba per "fratello")
- "Banger" (una bella canzone/un bel video)
- "Baller" (una persona ricca)
- "Blem" (una sigaretta)
- "Bruv" (un termine affettuoso usato per un caro amico o un fratello)
- "Creps" (scarpe, più tipicamente scarpe da ginnastica o sneakers)
- "Cunch" (la campagna o qualsiasi piccola città fuori Londra)
- "Ends" [ɛnz] (Aree urbane di Londra)
- "Fam" [fæm] (abbreviazione di "family", può anche riferirsi ad "amico")
- "Gally" (ragazza/ragazze)
- "Garms" (vestiti, deriva da "garments")
- "Gyal" (ragazza)
- "Gyaldem" (gruppo di ragazze)
- "Main ting" (partner sessuale principale)
- "Myht" (usato quando qualcosa non è vero o non accadrà)
- "Mandem" (gruppo di maschi)
- "OT" (fuori città, da "Out of Town")
- "Paigon" [ˈpeɪɡən] (ortografia modificata della parola inglese "pagan", per riferirsi a un falso amico o a un nemico)
- "Riddim" (canzone o traccia; deriva da "rythm")
- "Roadman" (un giovane, di solito in una banda, che trascorre molto del suo tempo per le strade con una reputazione nella zona. Queste persone corrono molti rischi. Può essere utilizzato anche come insulto generale.)
- "Rambo" (un grosso coltello)
- "Side ting" (partner sessuale diverso da una fidanzata/moglie)
- "Sheg" (un cattivo affare)
- "Skeng" (arma, come un coltello o una pistola)
- "Sket" (una donna promiscua)
- "Threads/Freads" (vestiti)
- "Ting" (una cosa o una situazione, o anche una donna attraente)
- "Trimzino" (taglio di capelli)
- "Wasteman" (Una persona inutile)
- "Boss (man)" (usato per riferirsi a un individuo, spesso come termine di rispetto)
- "Upsuh" (lassù)
- "Wap" (pistola)
- "Wifey" (fidanzata o moglie)
- "Yard" [jɑːd] (casa o abitazione)

### Verbi
- "Air" (per ignorare qualcuno)
- "Aks" (chiedi, un esempio di metatesi che si verifica anche nei dialetti dei paesi occidentali )
- "Allow (it)" (per esortare qualcun altro a esercitare l'autocontrollo)
- "Bawl" (piangere)
- "Beef" (combattere)
- "Beg (it)" (adulare)
- "Bun" (fumare, soprattutto cannabis)
- "Buss" (dare/inviare o eiaculare)
- "Buss up" (ridere istericamente)
- "Bait out" (rendere qualcosa ovvio, soprattutto un atto illegale o malizioso)
- "Chat wass/breeze" (dire sciocchezze / bugie)
- "Chefe" (pugnalata)
- "Ching" (pugnalata)
- "Chirpse" (flirtare con qualcuno)
- "Clap" (rubare o schiaffeggiare)
- "Cop" (acquistare)
- "Cotch" (uscire)
- "Crease" (ridere istericamente)
- "Cut" (lasciare)
- "Dash" (lanciare)
- "Deck" (colpire con un pugno)
- "Deep" (pensare profondamente a qualcosa)
- "Duss" (correre velocemente)
- "Do road" (vendere droga per strada, di solito agli angoli delle strade)
- "Fish" (andare alla ricerca di opportunità per attaccare)
- "Gas" (mentire)
- "Get gassed" (essere orgogliosi di sé)
- "Jack" (rubare qualcosa)
- "Jerk" (rubare)
- "Leg" (scappare)
- "Lick" (schiaffeggiare)
- "Link (up)" (fare un rendez-vous)
- "Lips" (baciare)
- "Kweff" (pugnalare)
- "Merk" (battere qualcuno in qualcosa)
- "Mug off" (abusare verbalmente di qualcuno o fare un cattivo affare con qualcuno)
- "Par (off)" (abusare verbalmente di qualcuno o prendere in giro qualcuno)
- "Pree" (fissare qualcosa o qualcuno)
- "Rinse" (utilizzare tutto o la maggior parte di qualcosa molto rapidamente, specialmente qualcosa comprato da qualcun altro)
- "Rush" (attaccare qualcuno come gruppo)
- "Scrap" (combattere)
- "Scrape" (coinvolgersi in qualcosa non essendo invitati)
- "Shubz" (festeggiare)
- "Touch yard" (essere arrivati a casa)
- "Twos" (condividere qualcosa con qualcuno, di solito una sigaretta)
- "Violate" (prendere seriamente in giro qualcuno)
- "Waff/waffle" (dire sciocchezze)
- "Wifey" (entrare in una relazione con una donna)

## Nella cultura popolare
- I personaggi Bhangra Muffin di Goodness Gracious Me usano una prima forma di MLE.
- I personaggi di tutte le etnie nella serie di Channel 4 Phoneshop usano MLE continuamente.
- Anche i personaggi del film Kidulthood e del suo sequel Adulthood usano il dialetto, così come nel film parodia Anuvahood .
- Il personaggio satirico Ali G parodia gli schemi di un discorso in MLE per comicità.
- I protagonisti della gang del film Attack the Block parlano MLE.
- Diversi personaggi della sitcom People Just Do Nothing parlano MLE
- Lauren Cooper (e i suoi amici Lisa e Ryan) del Catherine Tate Show usano spesso il vocabolario del MLE.
- Nel lungometraggio Kingsman: The Secret Service, il protagonista Gary "Eggsy" Unwin usa MLE, ma sua madre e il patrigno usano il regolare Cockney.
- Lisa, l'agente di polizia di Little Miss Jocelyn, parla MLE e traduce i discorsi per i colleghi.
- Armstrong & Miller ha una serie di schizzi della seconda guerra mondiale con due piloti della RAF che giustappongono il vocabolario e la grammatica del dialetto con un accento RP degli anni '40 per un effetto comico.
- Un articolo della BBC su Adele la menzionava come parlante MLE.[27]
- The Chicken Connoisseur (Elijah Quashie), un utente di YouTube che valuta la qualità dei ristoranti da asporto che vendono pollo e patatine, utilizza spesso il vocabolario MLE.[28][29]
- Lo show televisivo Chewing Gum utilizza il MLE.
- La canzone "Man's Not Hot" del comico Michael Dapaah, sotto lo pseudonimo di Big Shaq, che fa satira sull'Hip hop britannico, utilizza MLE.[30]
- Molti dei personaggi dello spettacolo Top Boy usano il MLE.
- I personaggi principali e la maggior parte dei personaggi nei ruoli secondari usano MLE nello spettacolo Man Like Mobeen .

### Ulteriori letture
- David Sutcliffe, Black British English, Oxford: Basil Blackwell, 1982.
- Innovatori linguistici: l'inglese degli adolescenti a Londra, Oxford Graduate Seminar, 12 novembre 2007 (ppt).
- Paul Kerswill e Eivind Torgersen, Cambiamento endogeno nel discorso degli adolescenti nel centro di Londra come generatore di innovazioni vocaliche (ppt).